# Jan Zieliński (hydrotechnik)
Jan Zieliński (ur. 2 stycznia 1931 w Krześlinie, zm. 8 lutego 2019 w Legionowie) – hydrotechnik i nestor gospodarki wodnej, dyrektor Instytutu Meteorologii i Gospodarki Wodnej.

## Życiorys
Urodził się 2 stycznia 1931 w Krześlinie, w rodzinie nauczycielskiej. Wykształcenie średnie zdobył w gimnazjum i liceum im. Hetmana Stanisława Żółkiewskiego w Siedlcach. W 1949 zamieszkał w Warszawie i rozpoczął studia na Wydziale Inżynierii Politechniki Warszawskiej, które ukończył w 1953 na Wydziale Budownictwa Wodnego z tytułem inżyniera budownictwa wodnego. W 1955 uzyskał tytuł magistra inżyniera wodnego. Na studiach poznał swoją przyszłą żonę Marię Ozga.
W 1952 podjął pracę w Zarządzie Geologicznym na stanowisku technika budowy. W latach 1953–1961 był starszym asystentem na Politechnice Warszawskiej oraz Inspektorem Nadzoru. W latach 1961–1962 był starszym projektantem w Biurze Projektów „Prochem”. W 1962 pracował w „Hydroprojekcie” w Warszawie. W 1958 uzyskał uprawnienia budowlane, został współautorem projektu zapory
na Sanie w Solinie. W 1965 na Politechnice Warszawskiej uzyskał stopień doktora nauk technicznych. W 1962 został dyrektorem Centralnego Biura Studiów i Projektów Budownictwa Wodnego „Hydroprojekt”. W latach 1967 i 1971, odbył staż we Francji, a w latach 1970–1972 w Stanach Zjednoczonych. 
W 1972 został dyrektorem Państwowego Instytutu Hydrologicznego i Meteorologicznego. Następnie w latach 1972–1975 był dyrektorem Instytutu Meteorologii i Gospodarki Wodnej. W latach 1975–1977 pracował na zagranicznym kontrakcie w Ministerstwie Rolnictwa Maroka, gdzie był ekspertem ds. gospodarki
i inżynierii wodnej. W 1978 Rada Państwa nadała mu tytuł naukowy profesora. W latach 1978–1984 przygotowywał kadry naukowe z dziedziny gospodarki i inżynierii wodnej dla Politechniki w Rabacie. W latach 1980–1981 był po raz drugi dyrektorem Instytutu Meteorologii i Gospodarki Wodnej. W latach 1984–2006 był po raz trzeci dyrektorem Instytutu Meteorologii i Gospodarki Wodnej.
W latach 1991–1999 był członkiem Rady Wykonawczej Światowej Organizacji Meteorologicznej (WMO). Po powodzi w 1997 decyzją rządu został kierownikiem i realizatorem programu Systemu Meteorologicznej Osłony Kraju (SMOK). Jego staraniem powstały: System Wspomagania Synoptyka, System Prognoz Hydrologicznych, System Hydrologii Operacyjnej, System Odbioru Danych Satelitarnych, System Satelitarny METEO-VISION, System Obsługi Klienta, Systemy Radarowe
METEORAD i System Monitoringu Jakości Wód. 
Zabiegał o zwiększenie zasobów wody poprzez gromadzenie w zbiornikach retencyjnych. Jego staraniem powstał Ośrodek Technicznej Kontroli Zapór. Był członkiem kierownictwa Międzynarodowej Komisji Wielkich Zapór, a w latach 1973–2010 był sekretarza generalnego Polskiego Komitetu Wielkich Zapór.
Jest autorem czterech podręczników akademickich w języku francuskim i współautorem jednego podręcznika w języku polskim. Jest autorem 92 publikacji z dziedziny inżynierii i gospodarki wodnej, w tym 15 referatów na konferencjach międzynarodowych. Opracował
ponad 40 ekspertyz i opracowań technicznych, monografii i opinii naukowych, a także liczne referaty na konferencje krajowe.
Należał do stowarzyszeń zawodowych: Stowarzyszenia Inżynierów i Techników Wodnych i Melioracyjnych (SITWM), Polskiego Towarzystwa Geofizycznego (PTGeof.),  Polskiego Komitetu Globalnego Partnerstwa dla Wody (GWP), Komitetu Gospodarki Wodnej PAN, Komisji Hydrologii Światowej Organizacji Meteorologicznej (WMO), Międzynarodowego Stowarzyszenia Nauk Hydrologicznych (IAHS). Był też członkiem Państwowej Rady Ochrony Środowiska i Rady Naukowej IMGW-PIB.
Zmarł 8 lutego 2019 r. w Legionowie. Został pochowany na cmentarzu Powązkowskim w Warszawie.

## Odznaczenia i nagrody
- Krzyż Oficerski Orderu Odrodzenia Polski
- Złoty Krzyż Zasługi
- Złoty Medal „Za zasługi dla obronności kraju”
- Nagroda naukowa „Za całokształt osiągnięć w działalności naukowej i wdrożeniowej w dziedzinie inżynierii i gospodarki wodnej oraz rozwoju służby hydrologiczno-meteorologicznej i technicznej kontroli zapór”
- Nagroda zespołowa I Stopnia Ministra Budownictwa za realizację stopnia wodnego Włocławek
- Nagroda zespołowa I Stopnia Ministra Rolnictwa za projekt kompleksowego wykorzystania zasobów wodnych Wisły w ramach współpracy z UNDP (Program Narodów Zjednoczonych ds. Rozwoju)